# 浜内千波
浜内 千波（はまうち ちなみ、1955年1月1日 - ）は、日本の料理研究家。徳島県海部郡海陽町（旧海南町）出身。大阪成蹊女子短期大学（現・大阪成蹊短期大学）栄養科卒業。

## 略歴
徳島県の徳島県立海南高等学校を経て、大阪成蹊女子短期大学（現・大阪成蹊短期大学）栄養科を卒業。大阪の証券会社にて3年間勤務。1978年、23歳の時に単身、大阪から上京。岡松料理研究所へ入所し、岡松喜与子先生の弟子となる。1980年に東京都中野区中野坂上に「ファミリークッキングスクール」を開校する。1990年に株式会社ファミリークッキングスクールの社長に就任。2006年にキッチン用品「Chinami」のブランドを立ち上げる。現在ではテレビや雑誌などでも活躍している。

## エピソード
- 一時、96kgまで太ったことがある。料理教室に弟子入りした際に師匠が厳しく、外出禁止でありメイドのように扱われる中で料理教室の授業の残りの食べ物を食べているうちに太り、自身の料理で5色の食べ物をバランスよく食べることで減量に成功した（現在は公称54kg）。
- 2006年に、松村邦洋のダイエットのアドバイスをした。
- 『ラジかる!!』（日本テレビ）において、レイザーラモンHGが各所から生中継するコーナーで浜内による料理企画が度々登場した。好評のため、後続番組『ラジかるッ』で月曜日レギュラーとなり料理コーナーを担当。続く『おもいッきりDON!』では「オ・シ・え・てDON」のコーナーで月曜日に行われる料理企画でも先生として隔週出演した。2009年10月5日から2010年3月22日放送までは『おもいッきりPON!』の月曜日レギュラーとしてお笑いコンビザブングル、高橋みなみ（AKB48）と4人で料理コーナーを担当。その後は、2010年3月から2016年3月まで、『PON!』の月曜日レギュラーとして料理コーナーを担当していた。
- 5人兄弟の末っ子。家族全員身長は高いがスリムな体型。旧姓は寺岡。
- 「わたしの趣味は家事」[3]と語り、料理、掃除、家庭菜園などを楽しむ。
- 福山雅治のファンクラブに加入している[4]

## 『ラジかる!!』以降、料理コーナーで共演した出演者
- レイザーラモンHG（2005年10月から2009年3月まで） - 『ラジかる!!』「レイザーラモンのハードな現場」、『ラジかるッ』「レイザーラモンHGのハードなクッキング」
- 八田亜矢子（2007年4月から2008年3月まで） - 『ラジかるッ』「レイザーラモンHGのハードなクッキング」
- さとう里香（2008年4月から2009年3月まで） - 『ラジかるッ』「レイザーラモンHGのハードなクッキング」
- 眞鍋かをり（2009年4月から2009年9月まで） - 『おもいッきりDON!』「オ・シ・え・てDON」
- 中山秀征（2009年4月から2009年9月まで） - 『おもいッきりDON!』「オ・シ・え・てDON」
- スザンヌ（2009年4月から2009年9月まで） - 『おもいッきりDON!』「オ・シ・え・てDON」
- ザブングル（2009年10月5日から2010年3月22日まで） - 『おもいッきりPON!』（「いますぐマネシピ 美味しいです」
- 高橋みなみ（AKB48）（2009年10月5日から2010年3月22日まで） - 『おもいッきりPON!』「いますぐマネシピ 美味しいです」
- 虎南有香（2010年3月29日から2011年3月21日まで） - 『PON!』「いますぐマネシピ 心配ないさ～」、「いますぐマネシピ 簡単すぎてごめんねごめんね〜」
- 大西ライオン（2010年3月29日から2010年9月27日まで） - 『PON!』「いますぐマネシピ 心配ないさ～」
- U字工事（2010年10月4日から2011年9月26日まで） - 『PON!』「いますぐマネシピ 簡単すぎてごめんねごめんね〜」
- 松山メアリ（2011年3月28日から2012年3月26日まで） - 『PON!』「いますぐマネシピ 簡単すぎてごめんねごめんね〜」、「いますぐマネシピ ちなみにヘルシー!」
- 中村昌也（2012年4月2日から2015年9月28日まで） - 『PON!』「いますぐマネシピ ちなみにヘルシー!」
- 新井恵理那（2012年4月9日から2013年3月25日まで） - 『PON!』「いますぐマネシピ ちなみにヘルシー!」
- レッド吉田（TIM）（2012年4月30日[5]） - 『PON!』「いますぐマネシピ ちなみにヘルシー!」
- 知念沙也樺（2013年4月8日から2014年3月24日まで） - 『PON!』「いますぐマネシピ ちなみにヘルシー!」
- 木下ひなこ（2014年4月7日から2015年3月23日まで） - 『PON!』「いますぐマネシピ ちなみにヘルシー!」
- 原田ゆか（2015年4月6日から9月28日まで） - 『PON!』「いますぐマネシピ ちなみにヘルシー!」
- 阿久津愼太郎（2015年10月5日から2016年3月まで） -『PON!』「浜内千波の今すぐマネシピ」

## メディア出演
- はなまるマーケット（TBSテレビ）
- 赤江珠緒 たまむすび（TBSラジオ）「たまむすび ハナマルキ塩こうじ パパッと簡単クッキング」（毎週月曜日）
- 秘密のケンミンSHOW（読売テレビ）
- ラジかる!!（日本テレビ）
- ラジかるッ（日本テレビ、2006年4月 - 2009年3月）月曜日コーナーレギュラー
- おもいッきりDON!（日本テレビ、2009年4月 - 9月）「オ・シ・え・てDON」※先生として隔週出演
- おもいっきりPON!（日本テレビ、2009年10月5日 - 2010年3月22日）月曜コーナーレギュラー
- PON!（日本テレビ、2010年3月29日 - 2016年3月21日）月曜コーナーレギュラー
- おかずのクッキング（テレビ朝日）準レギュラー
- ぽかぽか（フジテレビ、2024年7月2日 - ）火曜日不定期コーナーレギュラー
- 新・信長公記（2022年） - 飯野教諭 役

他、多数

## CM、広告
- シャープ 「シャープ なるほど劇場」（2010年 - ）
- 明治「明治おいしい牛乳」
- 新日本製薬「朝イチスッキリ!青汁サラダプラス」

## 著書
- 「ぴあMOOK PON!今すぐマネシピ ちなみにヘルシー!!〜ベスト&食材活用レシピ編〜」（2015年、ぴあ）
- 「浜内千波の朝ごはん」（2009年、保健同人社）
- 「浜内千波の21時からの遅ごはん」（2008年、保健同人社）
- 「高血圧の人のおいしいレシピブック」（やさしい食事療法）（2008年、保健同人社）
- 「料理のキホン」（2008年、日本文芸社）
- 「浜内千波のこれさえあれば!野菜おかず:5つのストック野菜で充実のレシピ」（2008年、毎日コミュニケーションズ）
- 「浜内千波のこれさえあれば!おかずごはん:ヘルシーで満足感のあるごはんレシピ」（2008年、毎日コミュニケーションズ）
- 「おいしい!楽しい!ホットプレートcooking」（別冊すてきな奥さん）（2008年、主婦と生活社）
- 「楽ちん、ワザあり!定番おかず 料理がもっと楽しくなる」（2007年、世界文化社）
- 「基本のソース、たれ、ドレッシング」（2007年、主婦と生活社）
- 「浜内千波のサラダ食堂」（2007年、扶桑社）
- 「ビジネスマンのメタボ・ダイエット」（2007年、小学館）
- 「とことん教えます おいしい野菜の料理」（2007年、グラフ社）
- 「浜内式8強野菜ダイエット」（2007年、扶桑社）
- 「煮ものが上手にできれば一人前 和・洋・中華」（2006年、主婦と生活社）
- 「浜内千波のお料理メモ The Recipe」（2006年、エクスメディア）
- 「ザ・レシピ:料理の楽しい法則 中華編」（2005年、エクスメディア）
- 「ザ・レシピ:料理の楽しい法則 和食編」（2005年 エクスメディア）
- 「ザ・レシピ:料理の楽しい法則 イタリアン編」（2005年、エクスメディア）
- 「ザ・レシピ:料理の楽しい法則 こだわり素材編」（2005年、エクスメデイア）
- 「ザ・レシピ:料理の楽しい法則 基本編」（2005年、エクスメディア）
- 「おいしい!健康ジュース410レシピ かんたん手づくり!からだに効く!」（2005年、永岡書店）
- 「圧力鍋で自慢おかず 初心者版」（2005年、主婦と生活社）
- 「30歳からの「おりこう食材」ダイエット "食"美人になるためのビューティ・レッスン」（2004年、実業之日本社）
- 「マヨネーズ・ダイエット」（2004年、徳間書店）
- 「20分で作れるパパッと2品献立」（2004年、主婦と生活社）
- 「味噌料理 体と心にしみわたる」 （2003年、実業之日本社）
- 「料理の基本朝・昼・晩 浜内千波のおいしい料理教室 おいしく作って楽しく食べよう」（2003年、ナツメ社）
- 「お酢料理 体がよろこぶから」（2003年、実業之日本社）
- 「まいにち納豆 体にやさしいから」（2003年、実業之日本社）
- 「とことん豆腐 いつでも楽しく美味しく」（2003年、実業之日本社）
- 「20種の素材で245のおかず」（2002年、グラフ社）
- 「新インシュリン・コントロール・ダイエット 1ヵ月マイナス3.4kgで人生を変える」（講談社のお料理book）（2002年、講談社）
- 「とっておきサラダと味わいのパスタ:簡単!手づくりの味を楽しむ人気メニューのこの一品」共著：樋口秀子（レッスンシリーズ）（パッチワーク通信社、2002年）
- 「これは便利!市販のたれつゆソースを使って手軽におかず作り」（マイライフシリーズ特集版）（2002年、グラフ社）
- 「基本 和のおかず集:家庭の味づくり:家族みんなに喜ばれる厳選おなじみの夕食メニュー」共著：田所静子（レッスンシリーズ）（パッチワーク通信社、2002年）
- 「歯とカラダにやさしい健康メニュー」（2001年、アスキー）
- 「お弁当入門おかず200:抗菌の工夫も充分!」（マイライフシリーズ特集版）（2001年、グラフ社）
- 「にんにく・唐辛子しょうがの料理:秘められた薬効で、体が芯から元気になる!」（マイライフシリーズ特集版）（2001年、グラフ社）
- 「The recipe:料理の楽しい法則 献立編」（2001年、エクスメディア）
- 「The recipe:料理の楽しい法則 基本編」（2001年、エクスメディア）
- 「The recipe:料理の楽しい法則 こだわり編」（2001年、エクスメディア）
- 「お好み焼き:ソースの甘い匂いがたまらない!」〈拡大改訂版〉（マイライフシリーズ特集版）（2001年、グラフ社）
- 「冬ダイエット:春までに3kgやせる!:1日1,300kcalの献立つき」（マイライフシリーズ特集版）（2000年、グラフ社）
- 「夏野菜はダルさに打ち勝つスタミナ源」（2000年、同文書院）
- 「カレー大全科:カレーの魅力再発見:含まれる香辛料の驚くべき多彩な効用」（マイライフシリーズ特集版）（2000年、グラフ社）
- 「圧力鍋とっておき料理:どの鍋でもおいしく作れる「メーカー別調理時間」つき」（マイライフシリーズ特集版）（2000年、グラフ社）
- 「きょうはパスタとサラダ95選:基本をしっかりマスターして、アレンジメニューにさあトライ!」（レッスンシリーズ）（パッチワーク通信社、1999年）
- 「炒めもの・焼きもの・揚げ物レシピ150品」（マイライフシリーズ特集版）（1999年、グラフ社）
- 「おにぎりとサンドイッチ:手作りのおいしさがいっぱい!」（マイライフシリーズお料理塾シリーズ）（1999年、グラフ社）
- 「唐辛子の料理:味覚の冒険!ピリ辛の楽しみ!カプサイシンの不思議な働き」（マイライフシリーズ特集版 ）（1998年、グラフ社）
- 「いろいろパスタとサラダ:基本からアレンジまで、おいしいメニューがいっぱい!」（レッスンシリーズ）（1998年、パッチワーク通信社）
- 「食欲増進!!ピリ辛料理 - おつまみ、おかず、ごはんなど104メニュー」（レディブティックシリーズ）（1997年、ブティック社）
- 「1食400kcalやせる献立」（主婦の友 ミニブックス）（1996年、主婦の友社）
- 「お好み焼きの本:ソースの匂いがたまらない!」（マイライフシリーズ）（1996年、グラフ社）
- 「鍋もの&煮込み:ほのぼのとおいしい湯気につつまれて」（マイライフシリーズ特集版）（1995年、グラフ社）
- 「冷凍食品 アイデアブック」（マイライフシリーズ）（1995年、グラフ社）
- 「パンをおいしく食べる本」（マイライフシリーズ）（1994年、グラフ社）
- 「電子レンジの裏ワザ210 使いこなして、もっとラクに!さらにおいしく!」（とくまのP&Pブックス）（1994年、徳間書店）
- 「浜内千波の電子レンジで小さなおかず:おつまみからお総菜まで、レンジの得意技が光る料理を満載!」（鎌倉オレンジシリーズ;73）（1992年、鎌倉書房）
- 「おかずパン&おしゃれパン」（1992年、主婦の友社）
- 「1食400kcalのやせるメニュー 朝・昼・晩にこだわらない」（1991年、主婦の友社）
- 「はじめてのフルーツ・カッティング」共著：加藤美由紀（1991年、ナツメ社）
- 「電子レンジ料理のコツ」（マイライフシリーズ）（1988年、グラフ社）堀江ひろ子・天野悦子・高城順子との共著
- 「お料理上手は恋上手 「微笑」特別編集 ハート・クッキング」（1988年、祥伝社）
- 「男のスタミナは生だれがつくる!」（1984年、主婦と生活社）